# Sterphus hinei
Sterphus hinei är en tvåvingeart som först beskrevs av Thompson 1976.  Sterphus hinei ingår i släktet Sterphus och familjen blomflugor.
Artens utbredningsområde är Honduras. Inga underarter finns listade i Catalogue of Life.